# Erland Almkvist
Erland Almkvist, född 2 september 1912 i Stockholm, död 20 september 1999 i Lidingö, var en svensk seglare.
Han seglade för KSSS. Han blev olympisk silvermedaljör i Helsingfors 1952.